# B. Tóth László
B. Tóth László (Budapest, 1947. május 5. –) magyar zenei szerkesztő, producer, műsorvezető, lemezlovas.

## Élete
B. Tóth László és Váczi Erzsébet gyermekeként született.
Főiskolai tanulmányait a Marxizmus-Leninizmus Esti Egyetemen végezte.
Karrierje kezdetén rádió- és tv-műszerész volt. Ezután a Fővárosi Művelődési Ház Magnósklubjának alapító tagja volt, előadóművészi működési engedéllyel. 1976–1981 között külsős, majd 1981–2002 között a Magyar Rádió (MR) zenei szerkesztő munkatársa volt. Saját műsorokat szerkesztett. 1982-től a Poptarisznya című műsor műsorvezetője volt a Petőfi és (főleg szilveszterenként) a Kossuth Rádióban. (A műsor ma online változatban fut.) 1989–2002 között a Calypso Rádió 873 főszerkesztője volt. 2003. február 17-e óta a Sztár FM rádió hétköznap reggeli műsorának házigazdája. 2007-ben Gödöllőn kísérelt meg „Calipso” néven rádiót indítani, de az MR egy védjegyperben megszerezte a névhasználatot. 2009-től a kecskeméti Gong Rádióban vezetett műsort. 2011 novemberétől elindult újra a Poptarisznya c. műsor internetes rádióként, ahol 24 órában visszatért a Poptarisznya és a Calypso Rádió hangulata: főként a 70-es, 80-as és az 1990-es évek pop, rock, disco és italodisco slágereit játssza. 2012 szeptemberében és októberében a Neo FM programigazgatója volt. 2018. augusztus 19-től legendás műsora, a Poptarisznya 16 év után visszatért az országos éterbe a Retro Rádió frekvenciáin.

## Elismerések
- VOLTfolió Életműdíj (2013)

## Műsorai
Tv-műsorok:
- Egymillió fontos hangjegy
- Rockstúdió
- 20 a csúcson (1986-1987 között 20 adás, 2014. július 26. és 2014. december 20. között az M3 retrocsatornán ismételve)
- Pop 20

Rádióműsorok:
- Poptarisznya (1984–2002)
- Calypso Rádió 873 (1989–2002)
- Poptarisznya c. egykori sikerműsora újra elindult internetes rádióként: http://www.poptarisznya.hu
- Poptarisznya (2018-)

## Lemezei
- Pop-Tari-Top '85 (1986) (vinyl)
- Pop-Tari-Top '86 (1987) (vinyl)
- Pop-Tari-Top '87 (1988) (vinyl)
- Pop-Tari-Top '88 (1989) (vinyl)
- Pop-Tari-Top '89 (1990) (vinyl)
- Pop-Tari-Top '90 (1991) (kazetta)
- Pop-Tari-Top '91 (1992) (kazetta)
- Ászok a Poptarisznyából (1993) (CD)
- Top tari pop (1994) (CD)
- Retro Poptarisznya 1 (2007) (CD)
- Retro Poptarisznya 2 (2008) (CD)
- Nagy Retro Házibuli 1 (2010) (2 CD)
- Nagy Retro Házibuli 2 (2011) (2 CD)
- Nagy Retro Megamix (2011) (CD)

## Könyv
- 2011. "A nevem B. Tóth László – ez az én történetem"